# Athyreus bilobus
Athyreus bilobus är en skalbaggsart som beskrevs av Henry Fuller Howden och Martinez 1978. Athyreus bilobus ingår i släktet Athyreus och familjen Bolboceratidae. Inga underarter finns listade.